# Radio Londres

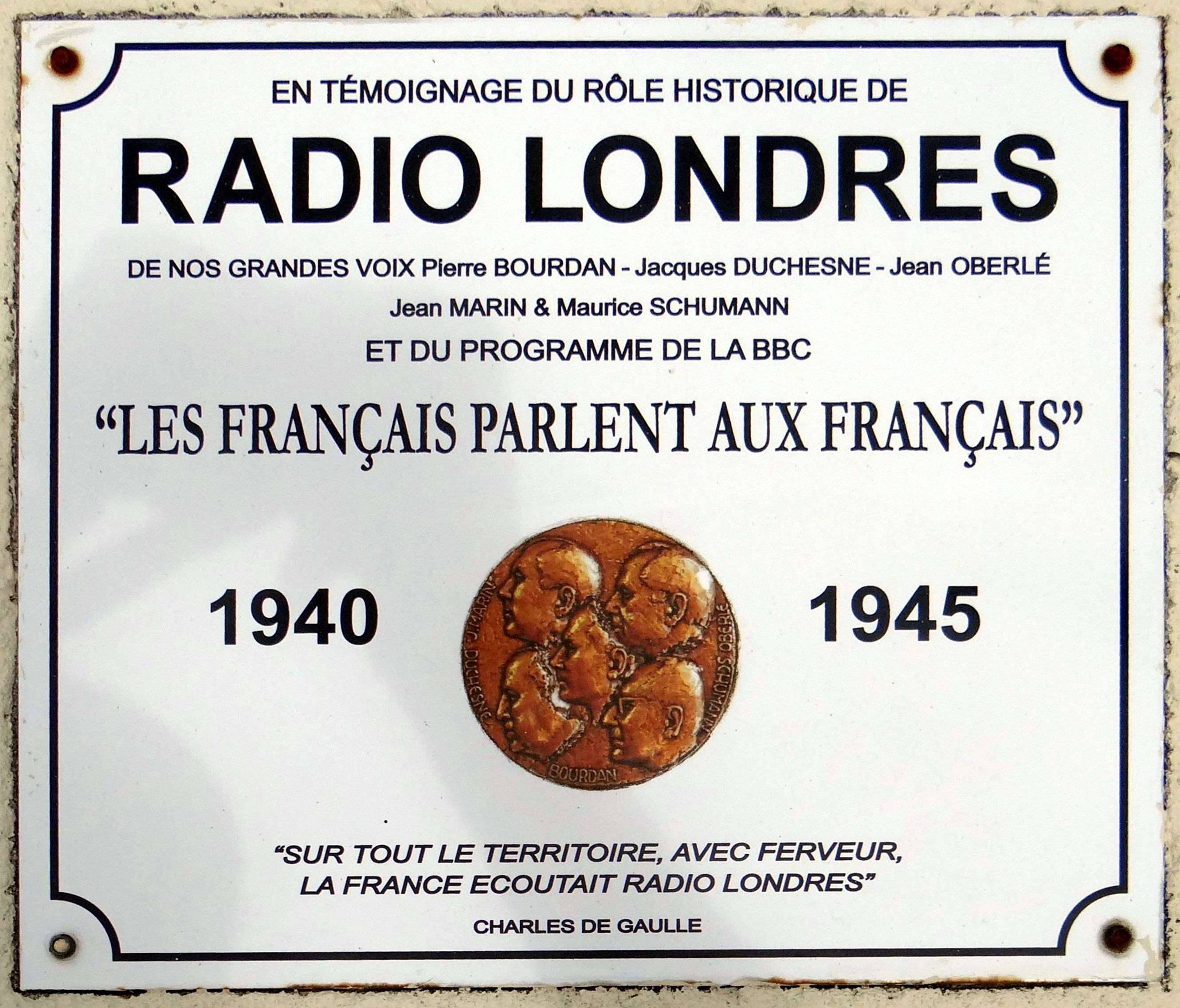
Radio Londes, Erinnerungstafel auf dem Friedhof von Asnelles, Calvados, Frankreich

Radio Londres (deutsch: „Radio London“) war ein französischsprachiger Hörfunksender der BBC im Zweiten Weltkrieg. Radio Londres war von 1940 bis 1944 auf Sendung und wurde von den Forces françaises libres gestaltet.
Gesendet wurden der „Appell des 18. Juni“ von Charles de Gaulle und weitere Aufrufe zum Widerstand gegen die deutsche Besatzung, satirische Beiträge von Pierre Dac, Maurice Schumann und anderen, sowie codierte Nachrichten an die Résistance. So wurde mit dem Gedicht Chanson d’automne von Paul Verlaine die bevorstehende Landung der Alliierten in der Normandie („Operation Overlord“) angekündigt.